# Millie et Christine McCoy
Millie et Christine McCoy (ou McKoy) sont des sœurs siamoises pygopages (liées par le sacrum).
Nées esclaves en Caroline du Nord le 11 juillet 1851, elles sont vendues à un homme de cirque, J.P. Smith, à la naissance, mais sont ensuite kidnappées par un rival qui les emmène en Angleterre.
Lorsque le pays abolit l'esclavage, Smith se rend en Angleterre pour récupérer les filles et ammène avec lui leur mère, dont elles avaient été séparées. Son épouse et lui-même prennent en charge leur éducation et leur apprend cinq langues, à jouer de la musique et à chanter. Elles font carrière sous le nom de Rossignol à deux têtes et tournent avec le cirque Barnum. Elles meurent le 8 octobre 1912 de tuberculose, à dix-sept heures d'intervalle.